# Seixas (Caminha)
Seixas é uma povoação portuguesa sede da Freguesia de Seixas do Município de Caminha, freguesia com 8,33 km² de área e 1413 habitantes (censo de 2021), tendo, por isso, uma densidade populacional de 169,6 hab./km².
O padroeiro da freguesia é São Pedro, sendo também de elevada referência o patriarca São Bento, protetor dos pescadores.

## Demografia
Nota: O censo de 1930 apresenta uma série de discrepâncias em várias freguesias do concelho de Caminha relativamente aos valores registados em 1920 e em 1940.
A população registada nos censos foi:
| Ano  | 0-14 Anos | 15-24 Anos | 25-64 Anos | > 65 Anos |
| 2001 | 223       | 210        | 770        | 375       |
| 2011 | 192       | 162        | 769        | 379       |
| 2021 | 165       | 115        | 705        | 428       |

## Características
A ocupar uma área de cerca de 833 ha, a Freguesia de Seixas está situada a norte da Vila de Caminha. Goza o privilégio de se encontrar na confluência de dois rios: rio Minho e rio Coura. O primeiro está à sua margem esquerda. O segundo, que tem aqui a sua foz com o rio Minho, está à sua margem direita. São aproximadamente 2 km a distância que separam o centro de Seixas da sede do município. As duas localidades estão, portanto, separadas pelo rio Coura.
Os seus limites estão estabelecidos da seguinte forma: A norte, a Freguesia de Lanhelas; a sul, o rio Coura e a Freguesia de Caminha - Matriz, ou seja a Vila de Caminha; a este, a Freguesia de Vilar de Mouros e, a oeste, o rio Minho, tendo a Galiza na outra margem.
Além da sede, a Freguesia de Seixas é composta pelo lugares de: Alto da Veiga, Barreiros, Barrosa, Bilhacão, Cabreira, Cancelo, Coura, Crasto, Cruzeiro, Devesa, Facho, Igreja, Lagoa, Monte, Montinho, Parede Alta, Passal, Pereira, Praia, Pobreza,  Rabusca, Regata, Renda, São Bento, São Sebastião, Sobral, Socorro e Vale.
A Igreja paroquial, a Capela de São Bento, da Senhora da Consolação, de São Sebastião, de Santo Adrião, Senhora da Ajuda, de Santo António e Senhora de Lurdes e Cruzeiros são alguns dos patrimónios desta freguesia.
Quando se fala de Seixas, não se pode deixar de referir a Capela de São Bento e as tradições religiosas que lhe estão afectas. Isso porque, se mantêm até aos dias de hoje, a romaria e a festa que este Santo do Cristianismo promove na população, seja local ou forasteira.
Quanto a acessibilidades, Seixas é servida pela EN13 e por uma estação ferroviária.
A economia de Seixas se baseia na pesca, construção civil e serviços.

## Festividades e turismo

### Festas
- São Bento de Inverno (21 de Março)
- São Bento de Verão (10 e 11 de Julho)
- São Pedro (Fevereiro)
- Nossa Senhora da Consolação (Setembro).

### Valores Patrimoniais e aspectos turísticos
- Igreja Paroquial
- Capelas de São Bento, da Senhora da Ajuda e de São Sebastião
- Cruzeiros
- Cais do Rio Minho
- Praia das Pedras Ruivas
- Monte do Gorito
- Cais e Largo de São Bento
- Vila Idalina
- Café Carriço

### Artesanato
- Redes de pesca
- Bordados
- Esculturas em granito.

### Gastronomia
- Arroz de lampreia
- Sável com arroz de debulho
- Peixe seco
- Solha seca
- Arroz de cabidela
- Cozido à portuguesa
- Arroz-doce
- Leite-creme
- Bolo sortido

### Colectividades
- Centro Bem Estar e Social de Seixas
- Grupo Recreativo e Cultural dos Amigos de Seixas

## História
Um trabalho da Junta de Freguesia, neste âmbito histórico, informa que: "…Seixas deve remontar ao período neolítico quer pela sua situação, quer pelos vestígios encontrados deste período tão recuado da humanidade. Abel Viana, arqueólogo, nos anos 1930 recolheu no Cais de São Sebastião, um biface paleolítico, dos mais perfeitos que se tem encontrado neste país. Por outro lado, na toponímia seixense, figura o Lugar de Crasto, o que indica a existência de um povoado celta".
Com base em documentos verídicos, Seixas só entra na história, no ano de 1071, quando o Rei da Galiza, Dom Garcia II doa ao Bispo de Tui, D. Jorge, o Couto de Vilar de Mouros, com todas as suas pertenças e alguns casais de Seixas. No ano de 1156, Dom Afonso VII de Leão e Castela confirma a divisão da igreja e arcediago do Bispado de Tui, vindo Seixas mencionada como pertença do Bispado de Tui. Supõe-se que Seixas teve a primeira carta foral por Dom Afonso Henriques, destruída por um pavoroso incêndio.
A respeito dessa história, o livro "Inventário Colectivo dos Arquivos Paroquiais vol. II Norte Arquivos Nacionais/Torre do Tombo" diz textualmente: "Em 1156, a paróquia de Seixas estava já erecta, como se depreende da divisão das igrejas e arcediagados da diocese de Tui entre o bispo e o cabido".
Esta freguesia recebeu do rei Dom Afonso III, em 9 de Novembro de 1262, nova carta de foral, na cidade de Coimbra. Nessa época, Seixas fazia parte do Bispado de Tui e era julgado do Termo de Cerveira. No Censual de Dom Diogo de Sousa (1514-1532) Seixas e todo o território aquém Minho foi integrado eclesiásticamente na arquidiocese de Braga. As Inquirições de 1258 incluem-na no julgado de Cerveira.
Em 1320, a paróquia pagava ao rei 100 libras e, em 1514, tinha de rendimento 32 mil réis. Entre 1545 e 1549 foi já avaliada em 100 mil réis. Tinha então anexas Lanhelas e São Bento de Caminha. Era reitoria da apresentação da Mitra e comenda de Ordem de Cristo, sendo comendadores os condes de São Vicente.
A origem do nome de Seixas não está bem definida. No antigo português (segundo Frei Agostinho de Santa Maria, no seu Santuário Mariano, Tomo 3º) Seixas era sinónimo de pombo. Mas não deve vir daí o nome desta freguesia, mas sim de "seixas" uma espécie de caranguejos grandes que se pescavam nesta localidade e eram muito apreciados.
A Estatística Paroquial de 1862 diz que lhe era anexa São Sebastião de Vile.

## Personalidades
- Arquitecto Miguel Ventura Terra (1866-1919)
- Gilberto Renda (1884 - 1971) Pintor, autor de painéis de azulejos nas estações de Caminha, Sendim, Miranda do Douro e Capela do Monte (Funchal) entre outros.